# Stanley Williams
Stanley Williams, detto Tookie (Shreveport, 29 dicembre 1953 – San Quintino, 13 dicembre 2005), è stato un criminale, attivista e scrittore statunitense.
È stato il fondatore, insieme a Raymond Washington, dei Crips, una delle bande di strada di Los Angeles (California) più celebri e famigerate.
Mentre stava nel "braccio della morte" Williams divenne un attivista contro le gang, scrivendo libri indirizzati ai ragazzi di strada, come era stato lui in gioventù. Pochi giorni prima dell'esecuzione, il Governatore della California Arnold Schwarzenegger rifiutò di concedere la grazia che rappresentava l'ultima speranza per Williams. Sulla travagliata vita di Williams è stato girato un film biografico nel 2004, con protagonista Jamie Foxx, intitolato Redemption: The Stan Tookie Williams Story.

## Biografia

### Le origini
Cresciuto in un ghetto povero della periferia meridionale di Los Angeles, sin da giovane Williams si fa una reputazione di combattente e di leader. Lavora molto sulla forma fisica e si guadagna una certa fama anche nell'ambiente del bodybuilding, arrivando addirittura, secondo dichiarazioni dello stesso Williams, a ricevere i complimenti di Arnold Schwarzenegger, quando i due si incontrarono nei tardi anni settanta.

### La formazione dei Crips
I Crips furono formati da Williams e Raymond Washington nel 1971, dopo che i due si stancarono della violenza casuale nel loro quartiere. Stando al racconto di Williams "abbiamo cominciato - o almeno la mia intenzione era di, in un certo senso, rivolgersi alle cosiddette gang di quartiere della zona per, in un certo senso; pensavo di ripulire il quartiere da queste, sapete, gang di predoni. Ma mi sbagliavo. E alla fine ci siamo trasformati nei mostri a cui ci rivolgevamo."
Il nome originale della gang era Cribs, dal primo nome del gruppo, gli Avenue Babies, e in riferimento alla loro giovinezza. Il nome Crips fu introdotto per la prima volta dal Los Angeles Sentinel in una descrizione fatta da alcune vittime di un'aggressione da parte di giovani con bastoni, come se fossero zoppi ("crippled"). Il nome è in seguito rimasto.

### Le accuse di omicidio
Williams venne accusato dell'omicidio di Albert Owens, Tsai-Shai Yang, Yen-I Yang, e Yee Chen Lin nel 1979 durante due diverse rapine. Williams si dichiarò sempre innocente, ma la corte negò la revisione del processo. L'omicidio di Albert Owens avvenne il 28 febbraio, 1979 al supermercato "7-11" di Whittier Blvd a Pico Rivera, in California. Secondo le autorità e i testimoni, Williams entrò nel parcheggio del negozio con il complice Alfred "Blacky" Coward, mentre l'altro, Tony Sims, rifiutò di continuare quando le cose si fecero pericolose. Mentre Owens stava spazzando il pavimento, Williams estrasse un fucile a canne mozze che usò per ordinare a Owens di andare in magazzino e stendersi a terra. Dopo non molto, Williams sparò a una telecamera di sicurezza e uccise Owens steso a terra con due colpi alla schiena. Cowards afferma che Williams si vantò dell'omicidio, imitando i suoni di Owens morente e ridendone istericamente. Secondo la testimonianza di Sims, quando venne chiesto a Williams perché avesse ucciso Owens, questo spiegò che non voleva lasciare testimoni "perché Owens era bianco e Williams voleva uccidere tutti i bianchi".
La famiglia Yang, immigrata da Taiwan, era composta da Yen-Yi Yang e Tsai-Shai Yang, entrambi ultrasessantenni. Una delle loro figlie, Ye-Chen Lin li aveva raggiunti di recente da Taiwan. La famiglia lavorava insieme gestendo un motel chiamato "Brookhaven" a South Los Angeles, che all'epoca si chiamava South Central Los Angeles. Tutti e tre furono uccisi l'11 marzo 1979. Williams irruppe nell'edificio e con lo stesso fucile del primo delitto abbatté Yen-Yi, poi sua moglie e la figlia. Robert Yang, figlio di Yen-Yi e Tsai-Shai, dopo essere stato svegliato dai colpi, trovò i suoi familiari ancora vivi. Williams se n'era già andato, portando via una piccola somma e nonostante l'intervento dei medici non si poté fare nulla per le vittime, a causa della gravità delle ferite. Come con Owens, i complici testimoniarono che Williams si continuava a vantare di come avesse ucciso gli Yangs e di come usasse insulti razziali per descrivere le vittime. Williams fu accusato di tutti e quattro gli omicidi e condannato a morte. Inoltre, i suoi complici nel carcere di San Quintino hanno affermato che Williams era solito raccontare di aver ucciso dei poliziotti. Si ritiene che abbia anche ordinato degli assassinii dall'interno della prigione.

### La carcerazione

#### La condanna
Stanley Williams fu condannato nel 1981 per quattro omicidi. La giuria lo condannò anche per rapina, decretando che aveva fatto uso di una arma da fuoco. La giuria decretò la sua colpevolezza e il giudice emise la condanna a morte. Fin dal momento della condanna Williams dichiarò la sua innocenza.

#### In isolamento
Nei successivi anni ottanta Williams trascorse sei anni e mezzo in isolamento a causa delle sue molte aggressioni alle guardie e agli altri detenuti. La seguente è una lista di quello che successe a Stanley Williams in prigione fino al 1993: secondo un rapporto di classificazione trovato a pagina 8 delle archiviazioni dai suoi avvocati durante le procedure per la clemenza, datato il 5 agosto 2004:
- il 30 giugno 1981, solo due mesi dopo la condanna, Williams fu coinvolto in una rissa violenta con altri detenuti. Williams fu osservato inginocchiarsi sopra l'altro detenuto e colpirlo alla testa con il suo pugno chiuso. Quando a Williams fu ordinato di smettere di lottare, ignorò l'ordine. Solo dopo ripetuti ordini Williams si fermò (P. Exh. 6);
- il 29 gennaio 1982 Williams aggredì ancora una guardia lanciandogli una sostanza chimica (P. Exh. 9).

#### Attivismo sociale
Dal 1993 Williams si è guadagnato l'attenzione a livello mondiale ed è stato lodato per i suoi lavori in prigione, inclusa la pubblicazione di libri per bambini che sostengono la non-violenza e le alternative alle gang, un'autobiografia e un film di Hollywood su di lui (Redemption), con protagonista Jamie Foxx. Williams ricevette una lettera dal presidente statunitense George W. Bush, che lo lodò per il suo attivismo sociale.

#### Candidature al premio Nobel
Di Williams venne proposta la candidatura al premio Nobel per la pace ogni anno dal 2001. Nel 2001 fu proposta la sua candidatura da Mario Fehr, un membro del parlamento svizzero; per altre quattro volte è stato candidato dal professore di religione e di filosofia Phil Gasper (che insegna all'Università Notre Dame de Namur di Belmont) e da altri professori. Fu candidato molte volte anche al premio Nobel per la letteratura da William Keach, professore di letteratura inglese che insegna alla Brown University. I critici sostengono che le candidature di Williams al premio Nobel siano irrilevanti per il suo caso e che chiunque possa essere candidato al premio da un gruppo di elettori, e Williams non vinse mai alcun premio.

### Apparizioni televisive
Il 1º dicembre 2005 fu intervistato al telefono su Canale 5 da Paolo Bonolis nel programma TV Il senso della vita.

#### Esecuzione
L'esecuzione di Williams avvenne il 13 dicembre 2005, tramite iniezione letale. I suoi legali ottennero un'ultima udienza con il Governatore della California Arnold Schwarzenegger tenutasi l'8 dicembre 2005, che rappresentava l'ultima speranza per Williams. Il Governatore, nonostante le dichiarazioni di innocenza fatte dal condannato in quegli anni, decise che la condanna fosse eseguita. Dopo 22 minuti di agonia, alle 00:35, ora americana (9:35 ora italiana) Stanley Williams morì nel carcere di San Quintino.

### Articoli
- (EN) Alistair Leithead, "Reformed gang leader awaits death", su news.bbc.co.uk, 1º dicembre 2005. URL consultato il 1º dicembre 2005.
- THE HUTCHINSON REPORT: Why 'Tookie' Williams?, su eurweb.com (archiviato dall'url originale il 10 luglio 2011).
- NAACP Steps Up Efforts to Save Stanley Tookie Williams [collegamento interrotto], su news.neoblack.com.
- Schwarzenegger hears Snoop Dogg's clemency plea [collegamento interrotto], su news.neoblack.com.
- State's high court won't spare Williams, su cnn.com.